# Danny Silva
Danny Silva (né le 24 juillet 1973 à Perth Amboy dans le New Jersey) est un athlète portugais spécialiste du ski de fond sur 15 km. C'est à ce jour le seul athlète qui a représenté le Portugal lors des Jeux olympiques d'hiver.